# رایانش لبه‌ای

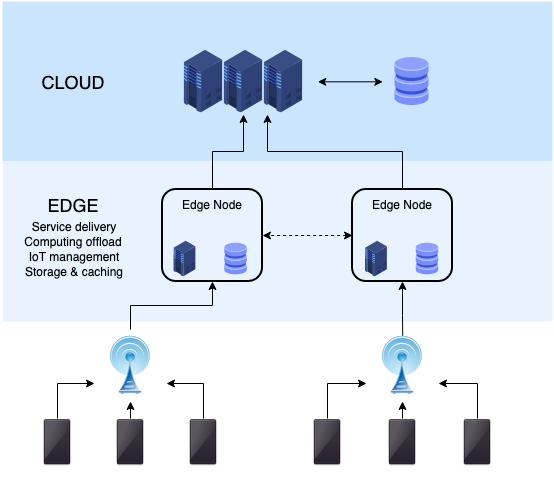
زیر ساخت محاسبات لبه.محاسبات لبه را می توان به عنوان یک لایه میانی بین دستگاه ها و ابر مشاهده کرد، جایی که سرویس ها توسط گره های لبه توزیع شده مدیریت می شوند.

رایانش لبه‌ای (به انگلیسی: Edge computing) (تلفظ: اِج کامپیوتینگ)) به معنای پردازش داده‌ها در نزدیکی منبع تولید آن‌ها است، نه در یک مرکز دادهٔ دور یا ابر (Cloud). به بیان ساده، به‌جای اینکه اطلاعات دستگاه‌هایی مثل حسگرها، تلفن‌های همراه یا دوربین‌های امنیتی ابتدا به سرورهای ابری فرستاده شوند، همان‌جا در محل (در لبهٔ شبکه) پردازش می‌شوند. به رایانش لبه‌ای گاه را رایانش مرزی هم گفته‌اند.
اهمیت رایانش لبه‌ای آن است که زمان پاسخ را کاهش می‌دهد (زیرا داده‌ها لازم نیست مسیر طولانی تا ابر را طی کنند)، پهنای باند را ذخیره می‌کند و برای کاربردهایی که واکنش سریع لازم دارند (مثل خودروهای خودران، دستگاه‌های پزشکی، یا کنترل صنعتی) بسیار مناسب است.
مثال ساده:
فرض کنید دوربینی دارید که حرکت را تشخیص می‌دهد. در مدل ابری، دوربین همه‌چیز را به اینترنت می‌فرستد تا در سرور بررسی شود. در مدل لبه‌ای، همان دوربین مجهز به پردازنده‌ای است که درجا تشخیص می‌دهد آیا حرکتی وجود دارد یا نه — و فقط در صورت لزوم داده را می‌فرستد.

## توضیحات بیشتر
به عبارتی دیگر، رایانش لبه‌ای روشی است برای بهینه‌سازی سامانه‌های رایانش ابری. در این روش کنترل برنامه‌های رایانه ای، داده‌ها و سرویس‌ها از برخی نودهای مرکزی گرفته می‌شود و به لبه/کناره‌های اینترنت، که با دنیای واقعی در ارتباطند، سپرده می‌شود.
پس از بهره‌برداری گسترده از ظرفیت‌های رایانش ابری، توجه شرکت‌های پیشرو در فناوری به مرحله‌ای نوین با عنوان «رایانش لبه‌ای» جلب شده‌است. در این رویکرد، هدف آن است که پردازش اطلاعات نه در مراکز دادهٔ متمرکز، بلکه در نزدیک‌ترین فاصله به محل تولید داده‌ها صورت گیرد.
واژهٔ «لبه» در اینجا اشاره به لبهٔ شبکه و محل‌های پیرامونی تولید داده دارد؛ جایی که داده‌ها به‌جای انتقال به سامانه‌های دوردست، در همان‌جا پردازش می‌شوند.
رایانش لبه‌ای، برخلاف رایانش ابری که متکی بر مراکز دادهٔ بزرگ است، پردازش داده‌ها را در محل تولید آن‌ها انجام می‌دهد. به بیان دیگر، رایانش از مرکز به پیرامون منتقل می‌شود. این تغییر به‌معنای حذف رایانش ابری نیست، بلکه مکمل آن به‌شمار می‌رود. در این مدل، کاربر نیز نقشی فعال در پردازش اطلاعات خواهد داشت.

## سیر تحول رایانش تا عصر لبه
در آغاز، رایانش بر پایهٔ رایانه‌های مرکزی صورت می‌گرفت. با گذر زمان و ظهور رایانه‌های شخصی، امکان دسترسی عمومی به ابزارهای پردازشی فراهم شد. امروزه، با گسترش خدمات ابری نظیر سامانه‌های ذخیره‌سازی، پست الکترونیکی و نرم‌افزارهای اداری تحت وب، کاربران بیشتر به‌جای پردازش محلی، به خدمات متمرکز ابری تکیه دارند.
دستگاه‌هایی همچون بلندگوی هوشمند، گیرنده‌های تصویری پیشرفته و تلفن‌های همراه، دیگر صرفاً ابزارهایی منفعل نیستند، بلکه خود بخشی از فرایند رایانش شده‌اند.
در این میان، شرکت‌هایی مانند آمازون، مایکروسافت، گوگل و آی‌بی‌ام با ارائهٔ زیرساخت‌ها و خدمات متنوع پردازشی، بخش عمده‌ای از بازار خدمات ابری را در اختیار دارند. برای نمونه، آمازون در سال ۲۰۱۷ حدود ۴۷ درصد از این بازار را در اختیار داشت.

## کاهش تأخیر در پاسخ‌گویی
یکی از مهم‌ترین مزایای رایانش لبه‌ای، کاهش تأخیر در واکنش به درخواست‌های کاربران است. برای نمونه، در ارتباطات اینترنتی یا بازی‌های رایانه‌ای چندنفره، حتی چند صدم ثانیه تأخیر می‌تواند بر تجربهٔ کاربر اثر بگذارد. 
در ابزارهایی مانند بلندگوی هوشمند، دستیار صوتی کاربر باید سخنان او را دریافت، پردازش و به سامانه‌های مرکزی ارسال کند تا پاسخ مناسب بازگردانده شود. اگر بخشی از این پردازش مستقیماً در خود دستگاه انجام شود، نه‌تنها سرعت پاسخ افزایش می‌یابد، بلکه وابستگی به شبکه نیز کاهش خواهد یافت.

## امنیت و حریم خصوصی
رایانش لبه‌ای، در کنار مزایای فنی، می‌تواند در ارتقای حریم خصوصی نیز مؤثر باشد. با انجام پردازش‌های حساس در خود دستگاه، نیاز کمتری به ارسال داده‌های شخصی به فضای ابری وجود خواهد داشت. برای مثال، شرکت اپل با ذخیره‌سازی داده‌های زیستی کاربران آیفون در خود دستگاه، نگرانی‌های مربوط به امنیت داده‌ها را کاهش داده‌است. 
با این‌حال، مدیریت رایانش لبه‌ای نیز چالش‌هایی دارد. مدیریت نامناسب ابزارهای متصل به اینترنت، به‌ویژه در حوزهٔ اینترنت اشیا، می‌تواند زمینه‌ساز آسیب‌پذیری‌های گسترده شود. به همین دلیل، برخی شرکت‌ها همچون مایکروسافت اقدام به طراحی سامانه‌هایی با قابلیت به‌روزرسانی مرکزی حتی برای ساده‌ترین لوازم خانگی کرده‌اند.

## صرفه‌جویی در پهنای باند
یکی دیگر از مزایای رایانش لبه‌ای، کاهش نیاز به پهنای باند است. به‌عنوان نمونه، اگر دوربین‌های امنیتی تنها بخش‌های مهم و ضروری را به فضای ابری ارسال کنند و بقیهٔ داده‌ها را در محل فیلتر یا حذف نمایند، مصرف پهنای باند به‌طور قابل توجهی کاهش خواهد یافت. 
علاوه بر آن، بسیاری از خدمات نوین، از جمله برخی برنامه‌های اینترنتی، اکنون قابلیت استفاده در حالت بدون اتصال را دارند. این ویژگی‌ها امکان پردازش محلی را افزایش داده و موجب استقلال نسبی از زیرساخت‌های شبکه می‌شوند.

## نمونهٔ برجسته: خودروهای خودران
در میان نمونه‌های کاربردی، خودروهای خودران را می‌توان نماد کامل رایانش لبه‌ای دانست. حجم عظیم داده‌هایی که از حسگرهای این خودروها دریافت می‌شود، نیازمند پردازش آنی و در محل است. انتقال چنین اطلاعاتی به فضای ابری برای پردازش، با توجه به تأخیر و ناپایداری ارتباط، غیرعملی یا خطرناک خواهد بود.
این خودروها باید از توانایی به‌روزرسانی خودکار، مدیریت مرکزی و همچنین بازگشت اطلاعات به سامانه‌های مرکزی برای بهبود الگوریتم‌ها برخوردار باشند. در غیر این‌صورت، مانند دیگر ابزارهای متصل، ممکن است در معرض تهدیدهای جدی امنیتی قرار گیرند.

## چالش‌ها
با وجود مزایای فراوان، رایانش لبه‌ای نگرانی‌هایی نیز به‌همراه دارد. یکی از دغدغه‌های اصلی، افزایش کنترل شرکت‌های بزرگ فناوری بر زندگی کاربران است. هنگامی که ابزارهای خانگی، خودرو و لوازم الکترونیکی شما توسط شرکت‌هایی مانند گوگل، اپل یا آمازون مدیریت شوند، استقلال کاربر در مدیریت داده‌ها و نرم‌افزارها کاهش می‌یابد.
در رایانه‌های شخصی، کاربر می‌توانست آزادانه نرم‌افزار نصب یا تنظیمات دلخواه را اعمال کند، اما در فضای رایانش لبه‌ای، بیشتر وظایف به‌صورت خودکار و توسط شرکت‌های سازنده انجام می‌شود. این پرسش بنیادین باقی می‌ماند که در ازای بهره‌وری و راحتی بیشتر، کاربران حاضرند تا چه حد از استقلال خود در برابر این سامانه‌های هوشمند صرف‌نظر کنند؟